# Grigorij Dziubienko
Grigorij Nikiforowicz Dziubienko (ros. Григо́рий Ники́форович Дзюбе́нко, ur. 28 września 1914, zm. 12 października 1979) – radziecki dyplomata.
Członek WKP(b), 1944-1945 pracownik aparatu Ludowego Komisariatu Spraw Zagranicznych ZSRR, 1945-1950 zastępca doradcy politycznego Sojuszniczej Komisji Kontroli w Austrii. 1950-1951 w aparacie Ministerstwa Spraw Zagranicznych ZSRR, 1951-1956 w aparacie KC WKP(b)/KPZR, 1956-1959 radca Ambasady ZSRR w Austrii, 1959-1965 ponownie w aparacie MSZ ZSRR. Od 20 lipca 1965 do 10 listopada 1970 ambasador nadzwyczajny i pełnomocny ZSRR w Nepalu, 1970-1978 ponownie w aparacie MSZ ZSRR, następnie na emeryturze.